# Georges Barrère

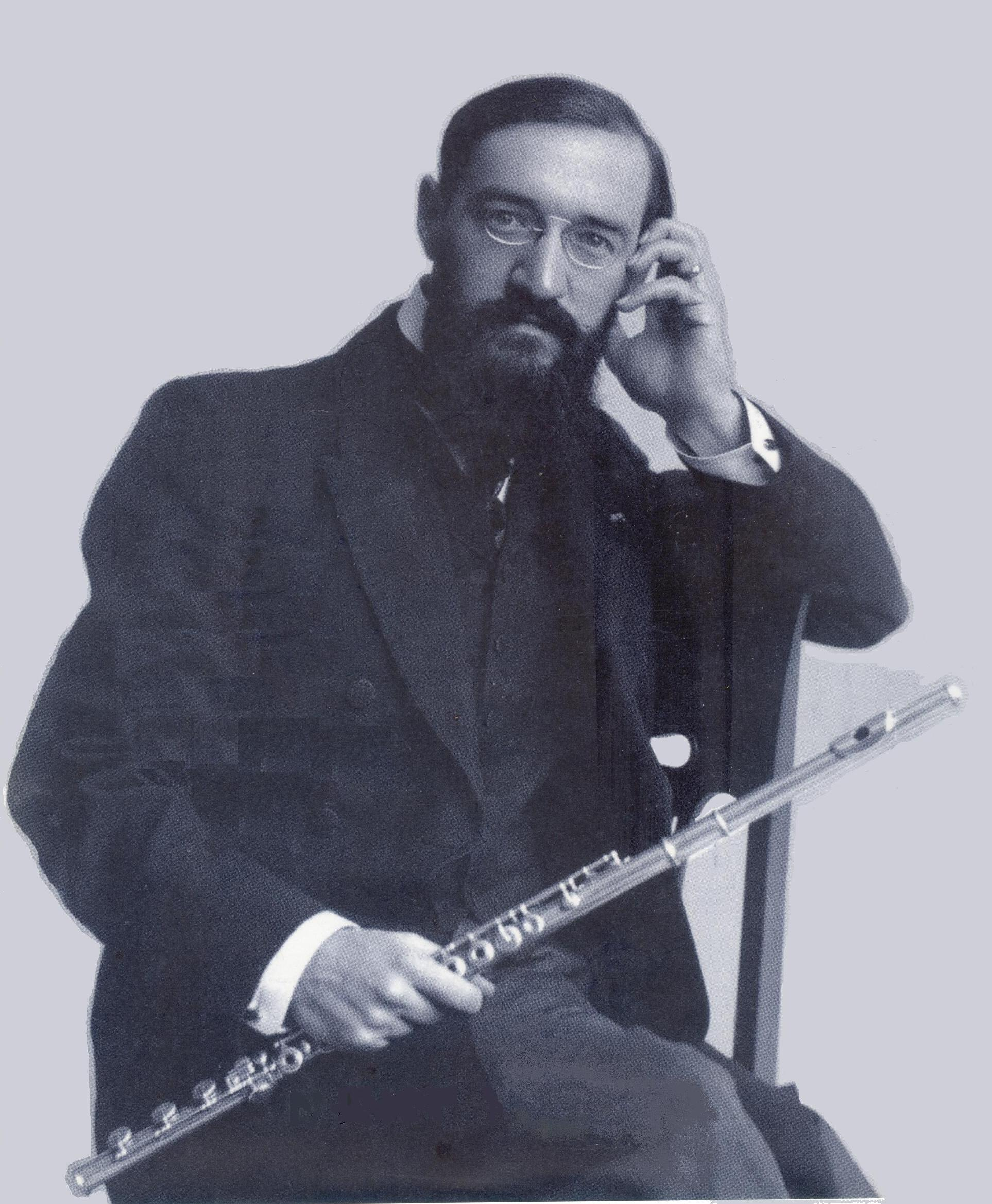
Georges Barrère in New York, 1908

Georges Barrère (* 31. Oktober 1876 in Bordeaux; † 14. Juni 1944 in Kingston, New York) war ein französischer Flötist.

## Leben
Barrère studierte am Pariser Konservatorium bei den Flötisten Henri Altès und Paul Taffanel. 1895 schloss er das Studium, ausgezeichnet mit einem ersten Preis, ab. In Paris gründete er das Ensemble Société Moderne d'Instruments à Vent und wurde Flötist der Colonne Concerts (Soloflötist seit 1902) sowie des Orchesters der Pariser Grand Opéra. 1905 wurde er Soloflötist des New York Symphony Orchestra unter Walter Damrosch und war als bekannter Solist und Lehrer am Institute of Musical Art, der späteren Juilliard School of Music, maßgeblich für die Einführung der französischen Tradition des Flötenspiels in Amerika verantwortlich. 
Zahlreiche Komponisten schrieben Werke für sein Ensemble oder ihn selbst, zum Beispiel Charles-Marie Widor, Gabriel Pierné, Reynaldo Hahn und Charles Tomlinson Griffes (Poem). Die amerikanische Mäzenin Elizabeth Sprague Coolidge schenkte ihm eine Flöte aus dem Edelmetall Platin. Zur Einweihung des Instrumentes schrieb Edgard Varèse 1936 für ihn das Solostück Density 21.5 (dessen Titel auf die Dichte von Platin anspielt). Die Flötensonate von Paul Hindemith wurde 1937 von Barrère in Washington uraufgeführt.
Barrère komponierte auch selbst für sein Instrument, so ein Nocturne für Flöte und Klavier.
| Personendaten    | Personendaten             |
| ---------------- | ------------------------- |
| NAME             | Barrère, Georges          |
| KURZBESCHREIBUNG | französischer Flötist     |
| GEBURTSDATUM     | 31. Oktober 1876          |
| GEBURTSORT       | Bordeaux                  |
| STERBEDATUM      | 14. Juni 1944             |
| STERBEORT        | Kingston (City, New York) |